# Lucien Sève
Lucien Sève, född 9 december 1926 i Chambéry, Savoie, Frankrike, död 23 mars 2020 i Clamart strax söder om Paris, var en fransk filosof och politisk aktivist. Han var aktiv medlem av det franska kommunistpartiet från 1950 till 2010. Sève var influerad av bland andra Georges Politzer, Louis Althusser och Roger Garaudy.
Hans bok Marxisme et théorie de la personnalité (Marxism and the theory of human personality) från 1969 har översatts till 25 olika språk.
Sève avled i sviterna av Covid-19.